# Ernst Schmidt (Mediziner)

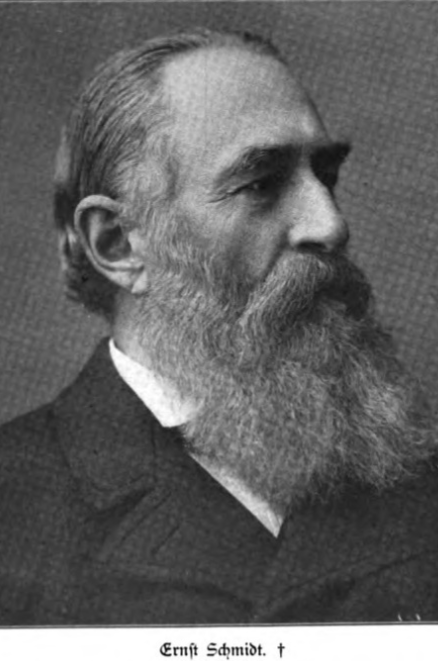

Ernst Schmidt (* 2. März 1830 in Ebern; † 26. August 1900 in Chicago) war ein deutsch-US-amerikanischer Mediziner, Arzt, Sozialrevolutionär und Autor.

## Leben und Wirken
Ernst Schmidt wurde als Sohn des Apothekers und späteren Bürgermeisters und Landtagsabgeordneten Georg Michael Schmidt (1799–1865) und dessen Ehefrau Maria Kunigunda, geborene Rumpf (1804–1838), in Ebern in Unterfranken geboren. Der Apotheker und Professor der Chemie Ernst Friedrich Felix Rumpf war sein Großvater und Pate, der Chemiker und Mineraloge Ludwig Rumpf war sein Onkel. Schmidt studierte in Würzburg Medizin. 1848 wurde er dort Mitgründer und einige Semester Sprecher der Verbindung Palladia/Teutonia, der späteren Burschenschaft Arminia Würzburg. Am Würzburger Juliusspital war er Assistenzarzt der Medizinischen Klinik bei Carl Friedrich von Marcus (1853/1854) und Heinrich von Bamberger (1854–1856) sowie der Psychiatrischen Klinik (1855, unter Marcus) und der Pädiatrischen Klinik (1855–1855/1856, ebenfalls unter Marcus).
Wegen seiner Beteiligung an den politischen Unruhen 1848 musste der junge Student in die Schweiz flüchten und beendete dort an der Universität Zürich seine Studien. Nach dem Amnestieerlass des bayerischen Königs ließ sich Schmidt als Privatdozent an der Universität Würzburg nieder. Ihm wurde hier jedoch mehrfach die Beförderung versagt, und so ging er nach seiner Heirat im Herbst 1855 erst nach England und von dort im nächsten Frühjahr nach Chicago.
Hier arbeitete Schmidt als Arzt und nahm am politischen Leben regen Anteil. Er nahm am amerikanischen Bürgerkrieg teil, kehrte aber schon 1862 nach Chicago zurück.
Bei einem Besuch in der bayerischen Heimat 1866 bot man ihm eine Professur an, doch er lehnte jetzt ab und kehrte mit seiner Familie nach Chicago zurück. 1879 stellte sich Schmidt  als Kandidat der Arbeiterpartei den Bürgermeisterwahlen und erhielt 12.000 Stimmen.
Ernst Schmidt starb nach langjährigem Leiden im Alter von 70 Jahren und hinterließ eine Witwe und vier Söhne, von denen zwei ebenfalls Mediziner wurden.

## Schmidt als Autor
Schmidts Werk als Autor ist nur bruchstückhaft bekannt, da er „in den letzten Monaten vor feinem Tode seine sämmtliche Correspondenz und seine sämmtlichen Schriften den Flammen überantwortet(e)“. Ein Nachruf berichtet, dass er „(...) neben seiner anstrengenden Berufstätigkeit noch Zeit (fand) als Autor und Redner für die Wohlfahrt zu wirken“. Ein anderer Nachruf erwähnt „seine gelegentlichen literarischen Arbeiten (, die) von den Redaktionen, denen er sie zur Verfügung stellte, mit Freuden angenommen“ wurden.
Überliefert sind neben einer medizinischen Studie von 1856 mit Vorschlägen zur Verbesserung der von Carl Friedrich von Marcus geleiteten Irrenabteilung im Würzburger „Juliushospital“ (das als Universitätsklinik fungierende Juliusspital) als belletristische Arbeiten das Theaterstück „Sophie Dorothea. Trauerspiel in drei Aufzügen“ von 1849 (überarbeitet 1856, veröffentlicht 1866, nie aufgeführt) und das Gedicht Der Rabe als Übersetzung von Edgar Allen Poe (posthum veröffentlicht 1903).

## Ehrungen
Die Eberner Realschule wurde nach ihm benannt.

## Veröffentlichungen (Auswahl)
- Zum Schutze der Irren. Eine Darlegung ihrer Verhältnisse mit Vorschlägen zur Verbesserung, begründet und begleitet von einer sechsjährigen Statistik der Abtheilung für heilbare Irre im Juliushospitale zu Würzburg, nebst Krankengeschichten. Stahel, Würzburg 1856.
- On the treatment of insanity in the Julius Hospital Würzburg. In: Journal of Psychological Medicine and Mental Psychiatry, London. Band 11, 1858, S. 124–135.
- Sophie Dorothea. Trauerspiel in drei Aufzügen. Humann’sche Buchdruckerei (Fr. Götting), Bamberg 1866.